# Tridentifrons
Tridentifrons is een geslacht van vlinders van de familie uilen (Noctuidae), uit de onderfamilie Hadeninae.

## Soorten
- T. insularis Warren, 1912
- T. microsema Hampson, 1918